# Lithacodia roseopicta
Lithacodia roseopicta är en fjärilsart som beskrevs av W. Warren 1913. Lithacodia roseopicta ingår i släktet Lithacodia och familjen nattflyn. Inga underarter finns listade i Catalogue of Life.